# フフホト市

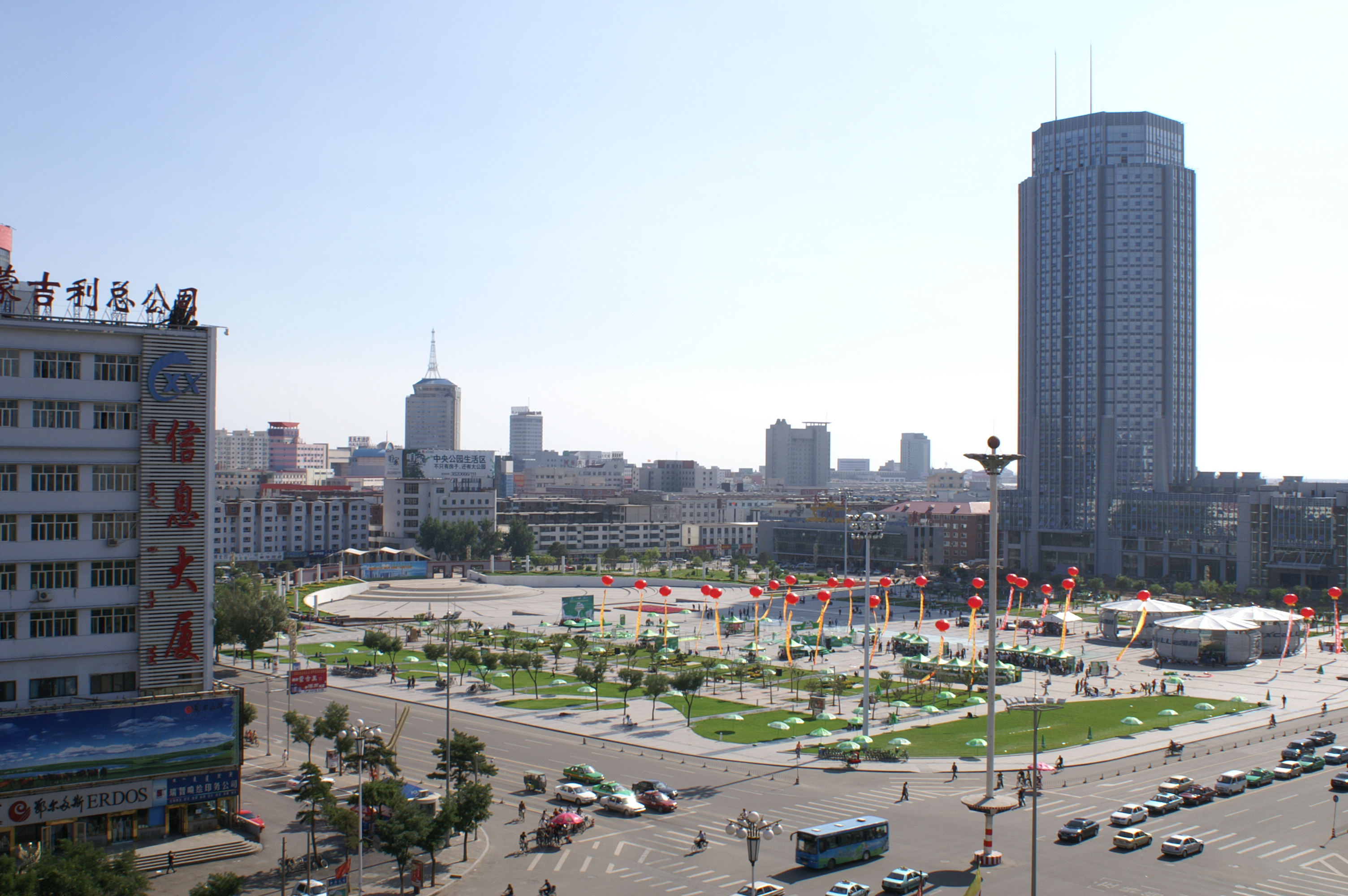
呼和浩特市中心部

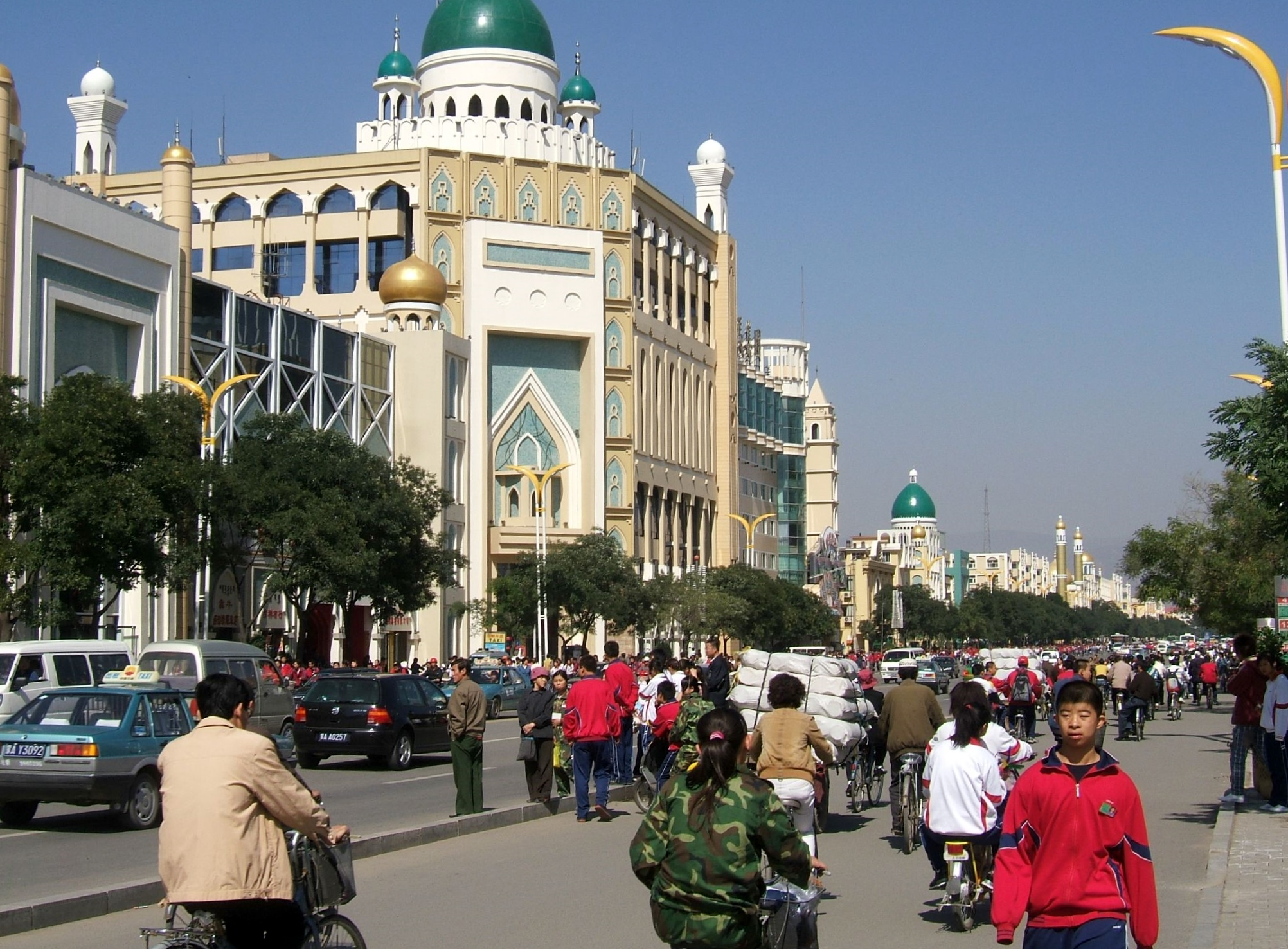
イスラム地区

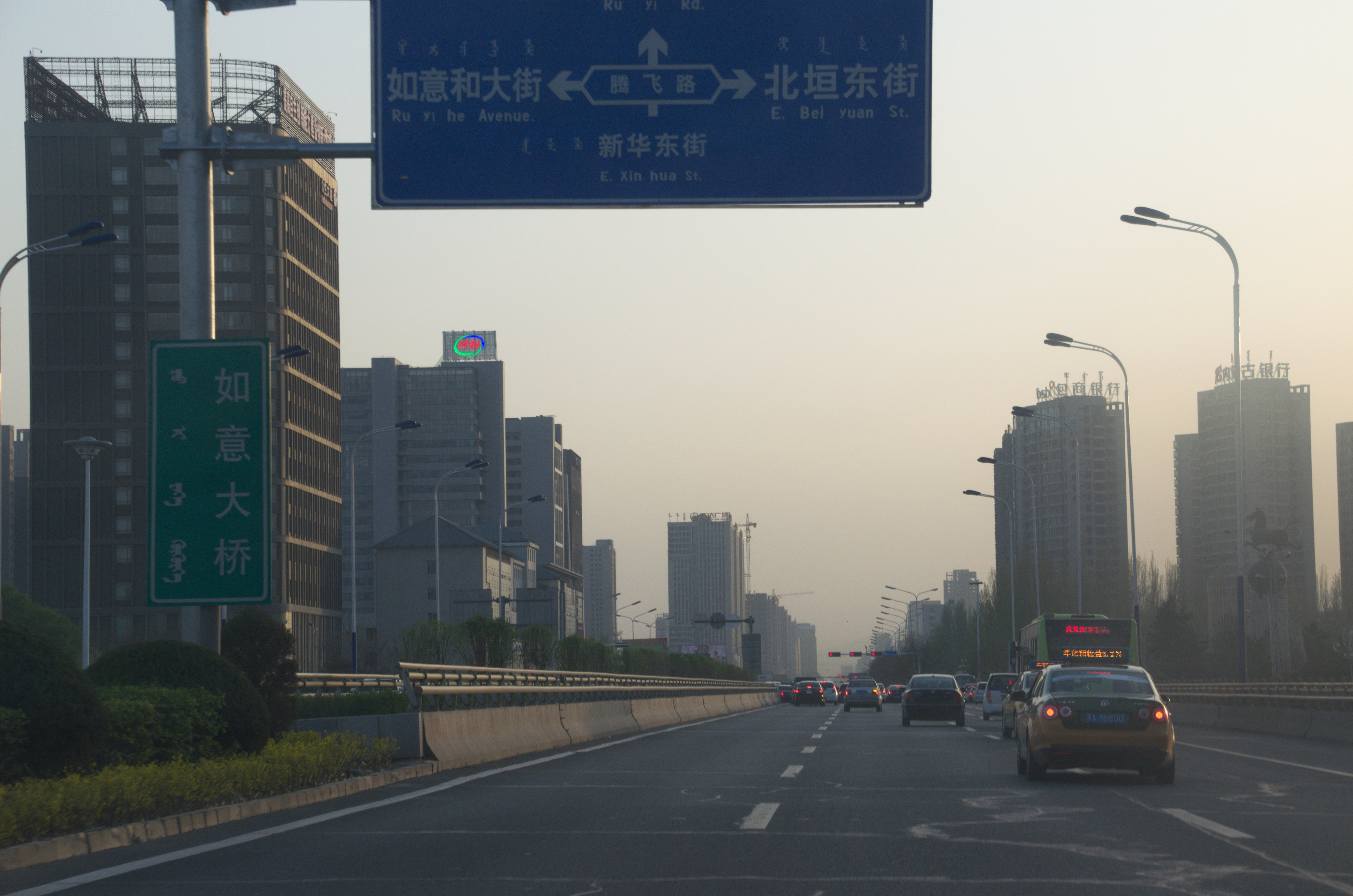
市内の道路

フフホト市（フフホトし、中国語:呼和浩特市、モンゴル語：ᠬᠥᠬᠡᠬᠣᠲᠠ、英語:Hohhot）は、16世紀にアルタン・ハーンによって築かれた南モンゴルの古都フフホトと、近隣の4つの県、1つの旗（ホショー）によって構成された中華人民共和国の地級市のひとつであり、内モンゴル自治区の省都、直轄市（シュード・ハリヤ・ホト、siγd qariya qota）。旧称は「帰綏」、別称に「青城」、蒙古聯盟自治政府時代には「厚和」と称した。

## 概要
都市の名は、モンゴル語で「青い城（都市）」を意味し、古都の部分は同市の市区として位置づけられている。面積17,410平方キロメートル、人口227.4万人（2009年）。フホホト、漢字表記呼和浩特の普通話音であるHūhéhàotèからフーホハオトなどと表記されることもある。
現在の人口のほとんどは漢民族であり、チベット仏教の寺院のほかは、モンゴル特有と思われる要素はあまりない。

## 地理

### 気候
| フフホト (1971-2000)の気候                       | フフホト (1971-2000)の気候 | フフホト (1971-2000)の気候 | フフホト (1971-2000)の気候 | フフホト (1971-2000)の気候 | フフホト (1971-2000)の気候 | フフホト (1971-2000)の気候 | フフホト (1971-2000)の気候 | フフホト (1971-2000)の気候 | フフホト (1971-2000)の気候 | フフホト (1971-2000)の気候 | フフホト (1971-2000)の気候 | フフホト (1971-2000)の気候 | フフホト (1971-2000)の気候 |
| 月                                               | 1月                        | 2月                        | 3月                        | 4月                        | 5月                        | 6月                        | 7月                        | 8月                        | 9月                        | 10月                       | 11月                       | 12月                       | 年                         |
| ------------------------------------------------ | -------------------------- | -------------------------- | -------------------------- | -------------------------- | -------------------------- | -------------------------- | -------------------------- | -------------------------- | -------------------------- | -------------------------- | -------------------------- | -------------------------- | -------------------------- |
| 平均最高気温 °C （°F）                           | −5.0 (23)                  | −0.4 (31.3)                | 7.0 (44.6)                 | 16.3 (61.3)                | 23.2 (73.8)                | 27.3 (81.1)                | 28.5 (83.3)                | 26.4 (79.5)                | 21.2 (70.2)                | 14.1 (57.4)                | 4.4 (39.9)                 | −3.2 (26.2)                | 13.3 (55.9)                |
| 平均最低気温 °C （°F）                           | −16.8 (1.8)                | −12.8 (9)                  | −5.5 (22.1)                | 1.6 (34.9)                 | 8.2 (46.8)                 | 13.3 (55.9)                | 16.4 (61.5)                | 14.8 (58.6)                | 8.3 (46.9)                 | 1.0 (33.8)                 | −7.0 (19.4)                | −14.2 (6.4)                | 0.6 (33.1)                 |
| 降水量 mm （inch）                               | 2.6 (0.102)                | 5.2 (0.205)                | 10.2 (0.402)               | 13.5 (0.531)               | 27.6 (1.087)               | 47.2 (1.858)               | 106.5 (4.193)              | 109.1 (4.295)              | 47.4 (1.866)               | 20.7 (0.815)               | 6.2 (0.244)                | 1.8 (0.071)                | 397.9 (15.665)             |
| % 湿度                                           | 57                         | 52                         | 46                         | 37                         | 39                         | 47                         | 61                         | 66                         | 62                         | 59                         | 59                         | 59                         | 54                         |
| 平均月間日照時間                                 | 180.7                      | 198.3                      | 245.5                      | 268.6                      | 294.5                      | 291.3                      | 264.9                      | 255.2                      | 252.1                      | 244.8                      | 195.3                      | 171.0                      | 2,862.2                    |
| 出典：中国気象局 国家気象情報センター 2009-03-17 |                            |                            |                            |                            |                            |                            |                            |                            |                            |                            |                            |                            |                            |

### 行政区画
当市は4市轄区・4県・1旗で構成されている。
- 市轄区: 
  - 新城区・回民区・玉泉区・賽罕区
- 県: 
  - トクト県（託克託県）・ホリンゴル県（和林格爾県）・清水河県・武川県
- 旗: 
  - トゥムド左旗（土黙特左旗）

| フフホト市の地図                                                               |
| ------------------------------------------------------------------------------ |
| 新城区 回民区 玉泉区 賽罕区 トゥムド左旗 トクト県 ホリンゴル県 清水河県 武川県 |

### 人口
常住人口は258.00万人、市区地域の人口は133.08万人、蒙古族の人口は20.1万人、その他の少数民族の人口は6.7万人。合計特殊出生率は9.9‰、死亡率は11.6‰、自然増加率は-1.7‰。（すべて2008年末）36の民族が住んでいる。
| 都市名       | 面積（km²） | 常住人口  | 戸籍人口  |
| ------------ | ----------- | --------- | --------- |
| 呼和浩特市   | 17,271.00   | 2,635,200 | 2,208,462 |
| 新城区       | 700.00      |           | 340,853   |
| 回民区       | 175.00      |           | 227,951   |
| 玉泉区       | 258.00      |           | 192,052   |
| 賽罕区       | 1,025.00    |           | 383,317   |
| トクト県     | 1,313.00    |           | 199,921   |
| ホリンゴル県 | 3,401.00    |           | 190,950   |
| 清水河県     | 2,859.00    |           | 141,942   |
| 武川県       | 4,885.00    |           | 174,452   |
| トゥムド左旗 | 2,712.00    |           | 357,024   |

## 歴史
1565年にモンゴルのトメト部長アルタン・ハーンによって、主にトメト部の支配地域に流入した漢人の定住民を居住させる町として建設された中国式の城郭都市バイシン（大板升）がフフホトの起源となっている。バイシンとは中国語の百姓の音訳である。トメト部遊牧国家の主要領民である遊牧民は、指導者家系の婚姻や分家などで分割と融合が頻繁な遊牧集団単位の所属意識を強く持ち、本来は漢人式の姓の概念は持たない。そして移動式住居であるゲルに居住して都市内の定住用住居への居住からは閉塞感を強く感じ嫌う者が多い。漢人居住のために築かれた都市に百姓の名称が充てられたのは、こうした本来は漢人式の姓の概念を持たない遊牧民に対して、男系家系を姓で表現し、同姓集団への帰属意識が強く、都市での定住生活を好む漢人の居住地を指したからである。なお、百姓の項目に詳述したように、中国語の百姓は庶民も姓を持つ、漢人の上層民から下層民までを含む民衆一般を指す語であり、農民の意味はない。
1571年にアルタンが明と講和して順義王の称号を与え、国境沿いで貿易することを認めると、明によって帰化城の名を与えられたフフホトは中国からモンゴル高原に流れる物資の集積地となって栄えた。アルタンは晩年にダライ・ラマに帰依してチベット仏教に改宗したため、フフホトへは数多くのチベット仏教寺院が建立され、オルドス地方の精神的中心地となる。
トメト部はモンゴル民族の間で中国貿易の利権を独占したため、その定住拠点であるフフホトは急速に発展するが、1628年にチャハルのリンダン・ハーンに奪われた。さらに1634年、リンダン・ハーンが病死すると満州民族の後金がフフホトを占領し、内モンゴル全域を支配して1636年に国号を清と改めた。
清は、帰化城（kūhe hoton）の北東隣に綏遠城（goroki be elhe obure hoton）を築き、オルドス地方の防衛を担当する八旗の駐留地とした。帰化城と綏遠城はあわせて「帰綏」と呼ばれ、清代以降、中央政府の直轄地として内モンゴルの政治、経済、文化の中心地となった。
1911年の辛亥革命で中華民国が成立した際、モンゴルは独立し内モンゴル地域も大モンゴル国への帰属を求めたが、中華民国北京政府とロシアが内モンゴルからのモンゴル軍の撤退を要求し、内モンゴルは自治区となった。内モンゴル自治区の首府は帰緩に置かれた。
1913年に帰綏の行政体が帰化県から帰綏県に改められた。
1933年にモンゴル人主体の自治運動がバトハーラガ（百霊廟）で勃発し、自治会議が頻発。1934年に蒙政会が成立、その弱体化を受けて徳王が日本と連携しモンゴル軍政府を西スニットに設立。1937年7月盧溝橋事件の後、内モンゴル地域に日本軍が途中モンゴル軍の協力を得て西進し、察南自治政府・晋北自治政府を設立した後、帰綏を占領し厚和と改称。ここ厚和を首府として10月に蒙古聯盟自治政府を設立。1939年には蒙古聯合自治政府として首府は張家口に移動となった。1940年には厚和病院設立。その後、自治政府は1941年に蒙古自治邦政府となった。
1950年に市に昇格して帰綏市となり、1954年に改称されフフホト市と正式に呼ばれるようになった。

### 沿革
- 1950年 - 帰緩市となる。保甲制度が廃止される。
- 1985年 - 国務院により全国歴史文化名城に認定される。
- 1992年 - 沿辺開放城市とされる。
- 1995年 - 全国衛生城市とされる。

### 年表
この節の出典

#### 綏遠省帰綏市
- 1949年10月1日 - 中華人民共和国綏遠省帰綏市が発足。(1市)
- 1950年1月18日 - 一区から六区までの区が成立。(6区)
- 1950年2月1日 (7区)
  - 一区の一部が分立し、回民自治区が発足。
  - 四区・五区・六区の各一部および一区の残部が合併し、郊区が発足。
- 1951年6月 (5区)
  - 五区・六区が合併し、一区が発足。
  - 二区・三区が合併し、三区が発足。
  - 四区が二区に改称。
- 1953年9月15日 - 一区が新城区に、二区が慶凱区に、三区が玉泉区にそれぞれ改称。(5区)
- 1954年1月28日 - 綏遠省の内モンゴル自治区への編入により、内モンゴル自治区帰綏市となる。

#### 和林専区
- 1949年10月 - 綏遠省トクト県・ホリンゴル県・涼城県・清水河県を編入。和林専区が成立。(4県)
- 1950年7月27日 
  - 涼城県が集寧専区に編入。
  - トクト県・清水河県・ホリンゴル県が包頭専区に編入。

#### 内モンゴル自治区帰綏市
- 1954年3月3日 - 平地泉行政区トゥムド旗の一部が郊区に編入。(5区)
- 1954年4月20日 - 帰綏市がフフホト市に改称。

#### フフホト市
- 1955年12月 - 回民自治区が区に移行し、回民区となる。(5区)
- 1956年9月20日 - 平地泉行政区トゥムド旗の一部が郊区に編入。(5区)
- 1956年11月 - 慶凱区が回民区・玉泉区に分割編入。(4区)
- 1958年5月1日 - ウランチャブ盟トゥムド旗の一部が郊区に編入。(4区)
- 1960年7月14日 - ウランチャブ盟トゥムド旗を編入。(4区1旗)
- 1963年3月31日 - トゥムド旗がウランチャブ盟に編入。(4区)
- 1967年 (4区)
  - 玉泉区が向陽区に改称。
  - 新城区が東風区に改称。
  - 回民区が紅旗区に改称。
- 1969年 - 回教信徒と革命委員会が衝突した事件「双十二事件」が発生[9]。
- 1970年10月3日 - ウランチャブ盟トゥムド左旗・トクト県を編入。(4区1県1旗)
- 1978年10月 - 紅旗区が回民区に改称。(4区1県1旗)
- 1979年12月12日 - 東風区が新城区に改称。(4区1県1旗)
- 1980年3月 - 向陽区が玉泉区に改称。(4区1県1旗)
- 1995年11月21日 - ウランチャブ盟ホリンゴル県・清水河県を編入。(4区3県1旗)
- 1996年5月18日 - ウランチャブ盟武川県を編入。(4区4県1旗)
- 2000年5月14日 (4区4県1旗)
  - 郊区の一部が新城区・回民区・玉泉区に分割編入。
  - 郊区の残部・新城区の一部が合併し、賽罕区が発足。

## 政治

### 市の木、市の花
- 市の木：アブラマツ（油松）
- 市の花：ライラック（丁香）

## 経済

### 国有企業
- 2019年12月、フフホト市政府が所有するフフホト経済技術開発区の投資会社が10億元の債権の一部を償還することができずデフォルトに陥った[10]。

## 交通
- 空港 - フフホト白塔国際空港
- 鉄道
  - 京包線（北京 - フフホト駅 - 包頭駅)
  - 京包旅客専用線（中国語版） - 京包線に並行する高速鉄道路線。北京-フフホト間は2時間半から3時間で結ぶ。[11]
  - 呼鄂線（中国語版）（フフホト駅 - オルドス駅（中国語版））
- 地下鉄 - フフホト地下鉄：現在、1号線と2号線が運行している。
- 道路 - G110国道、G209国道（中国語版）、呼包高速道路

## 教育
- 内モンゴル大学
- 内モンゴル師範大学
- 内モンゴル工業大学
- 内モンゴル農業大学
- 内モンゴル財経学院
- 内モンゴル医学院
- フフホト専門学校

## 姉妹友好都市
- 岡崎市（日本国、中部地方、愛知県）
- ロサンゼルス郡（アメリカ合衆国、カリフォルニア州）
- ポン＝サン＝テスプリ（フランス共和国、オクシタニー地方、ガール県）
- ウラン・ウデ（ロシア連邦、ブリヤート共和国）
- ウランバートル（モンゴル国、首都）

## 出身著名人
- ウランフ
- 長山藍子
- 大青山大介

## 名勝
- 昭君墓 - 王昭君の墓